# Erdbeben von Kermanschah 2017
Das Erdbeben von Kermanschah vom 12. November 2017 ereignete sich um 21:48 Uhr iranischer Ortszeit bzw. 21:18 Uhr irakischer Ortszeit in der iranischen Provinz Kermanschah an der Grenze zum Irak. Es hatte eine Magnitude von 7,3 Mw und war das tödlichste Erdbeben des Jahres 2017.

## Geologische Situation
Iran liegt in einer seismisch aktiven Region. Die Arabische Platte grenzt hier an die Eurasische Platte und schiebt sich pro Jahr ein paar Zentimeter nordwärts. Im Südosten Irans taucht sie unter die Eurasische Platte ab (Subduktion), im Nordwesten reiben die Platten direkt aneinander (Blattverschiebung), das Zāgros-Gebirge resultiert aus diesen geologischen Prozessen. Das Erdbeben ist hier an einer Überschiebung mit einer seitlichen Bewegungskomponente entstanden, das heißt, eine Platte bewegte sich schräg-vertikal in die Höhe und über die andere Platte. Die Bruchfläche des Bebenherds wird auf 65 × 25 km geschätzt.
Im Verlaufe der vorherigen einhundert Jahre haben sich im Umkreis von 250 km um das Epizentrum des Erdbebens vom 12. November 2017 vier andere Erdbeben mit Magnituden größer als 6,0 ereignet. Das letzte davon war ein Erdbeben mit der Magnitude 6,1 etwa 100 km südlich des Erdbebens von 2017, das sich im Januar 1967 ereignete. Ende der 1950er Jahre und zu Beginn der 1960er Jahre gab es entlang der Plattengrenze etwa 200 km weiter südöstlich des Bebens von 2017 einen Cluster von Erdbeben der Magnitude 6,0 bis 6,7. Im November 2013 erschütterte eine Serie von Erdbeben bis Magnitude 5,8 eine Region etwa 60 Kilometer südlich des Erdbebens von 2017, durch die es dutzende Verletzte und Schäden in 40 Dörfern in Iran gegeben hat. Die Auswirkungen eines Erdbebens mit der Magnitude 7,4 im Juni 1990, das sich 400 km nordöstlich des Erdbebens vom 12. November 2017 zutrug, führten allerdings zu 40.000–50.000 Toten und mehr als 60.000 Verletzten, und mehr als 600.000 Bewohner in der Gegend um Rascht, Qazvin und Zandschan in Iran wurden obdachlos.

## Opfer und Schäden
Bei dem Erdbeben wurden laut offiziellen Angaben 629 Menschen getötet, tausende wurden verletzt. In vielen Städten kam es zu Stromausfällen. Aus Angst vor Nachbeben kehrten viele Menschen nicht in ihre Häuser zurück, sondern verbrachten die folgenden Nächte bei niedrigen Temperaturen auf Straßen und in Parks. Die UNO schätzte, dass im Umkreis von 100 km um das Epizentrum etwa 1,8 Millionen Menschen leben. Über 200 Nachbeben wurden in den ersten Tagen nach dem Beben registriert.

### Iran

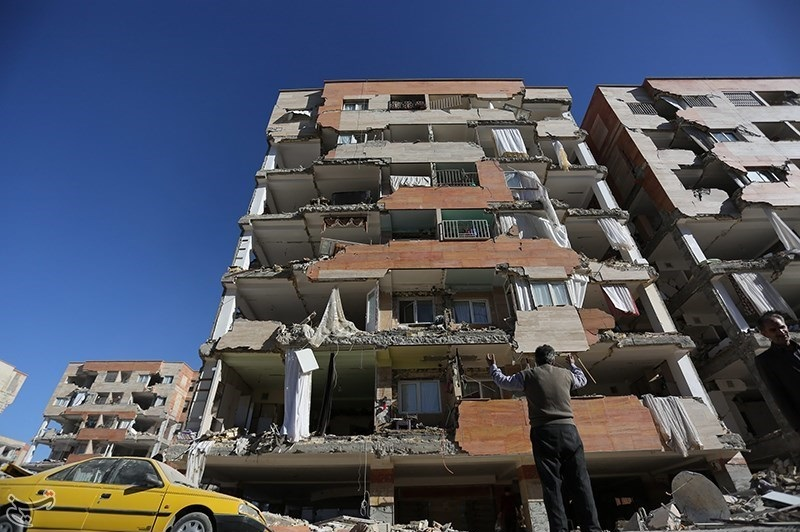
Beschädigtes Haus in Sarpol-e Sahab

In Iran starben durch das Erdbeben 620 Menschen. Es war somit das tödlichste Beben im Land seit dem Erdbeben von Bam 2003. Ein Vertreter der Provinzregierung erklärte zwei Tage nach dem Beben, dass 430 Totenscheine ausgegeben wurden, aber es werde geschätzt, dass weitere 100–150 Opfer des Bebens bestattet wurden, ohne staatlich registriert worden zu sein. Am 11. Dezember berichtete die staatliche Nachrichtenagentur von 620 bestätigten Todesopfern. Fast 12.400 Menschen wurden verletzt, davon waren vier Tage nach dem Beben noch mehr als 1.340 in stationärer Behandlung.
Die am stärksten betroffene Stadt war Sarpol-e Sahab in der Provinz Kermanschah, alleine hier kamen 559 Menschen ums Leben. Das Krankenhaus der Stadt wurde sehr schwer beschädigt, weshalb hunderte eingelieferte Verletzte nicht versorgt werden konnten. Es gab Berichte, wonach in der Stadt auch das Wasser-, Gas- und Telefonnetz zerstört worden sei. 49 weitere Gesundheitseinrichtungen in der Provinz wurden beschädigt, konnten aber ihren Betrieb aufrechterhalten. Laut Weltgesundheitsorganisation wurden die Städte Sarpol-e Sahab und Qasr-e Schirin zu 80 % zerstört.
Sieben große Städte und 1.950 Dörfer waren in der Provinz Kermānschāh betroffen. Einige davon konnten in den ersten Tagen nach dem Beben von Hilfsmannschaften nicht erreicht werden, weil Straßen durch Erdrutsche unpassierbar wurden.
Teams des Roten Halbmonds wurden mit Suchhunden in die betroffene Region entsendet sowie Einheiten der Polizei, der Revolutionsgarde und der Basidschi-Milizen. Hunderte Krankenwagen und dutzende Hubschrauber der Armee waren im Katastropheneinsatz. 200 Verletzte wurden zur Behandlung nach Teheran ausgeflogen. Am 14. November meldete das Staatsfernsehen, dass die Rettungseinsätze im Erdbebengebiet eingestellt werden, da die Wahrscheinlichkeit, noch Überlebende zu finden sehr gering sei.
Etwa 12.000 Häuser wurden völlig zerstört, weitere 15.000 beschädigt. Örtliche Behörden schätzten, dass etwa 100.000 Menschen in Iran durch das Beben obdachlos geworden sind. Der Rote Halbmond brachte tausende Zelte in die betroffene Region, aber die Verteilung gestaltete sich in den ersten drei Tagen schwierig. Nach fünf Tagen war wieder die ganze Provinz Kermānschāh mit Gas, Wasser und Strom versorgt.
In der Provinz Kermānschāh wurde eine dreitägige Staatstrauer ausgerufen, im ganzen Staat Iran wurde der 14. November 2017 zum Trauertag erklärt.
Die Nachrichtenagentur ISNA bezifferte den entstandenen Sachschaden in Iran mit 5 Milliarden Euro.

### Irak
Im Irak wurden neun Menschen Opfer des Bebens. Mindestens 550 wurden verletzt. Am schwersten getroffen war im Irak die Stadt Darbandichan in der Autonomen Region Kurdistan, wo Häuser einstürzten, sowie das Stromnetz und Wasserleitungen beschädigt wurden. In Halabdscha kam es zu Schäden am Wasserwerk.
In Erbil waren die Erschütterungen durch das Beben über eine Minute lang zu spüren. In Sulaimaniyya, etwa 100 km vom Epizentrum entfernt, entstanden Schäden an Gebäuden.
In Bagdad war das Beben etwa 20 Sekunden lang zu spüren.

### Andere Länder
In der Türkei wurde das Beben wahrgenommen, in der Großstadt Diyarbakır flohen Menschen aus ihren Häusern. Das Beben war auch noch im Libanon, in Israel, Kuwait und Pakistan zu spüren.

## Internationale Hilfe
Die Türkei schickte einen Hilfskonvoi mit 50 Lkw in den Irak und ein Hilfsteam für Bergungsarbeiten wurde von Ankara nach Sulaimaniyya geflogen. Durch den Türkischen Roten Halbmond wurden Decken und Zelte in die Katastrophenregion gebracht.
Italien schickte 12 Tonnen Hilfsgüter wie Zelte, Decken und Hygieneartikel per Flugzeug nach Sulaimaniyya.
Der iranische Außenminister Mohammad Jawad Zarif bedankte sich für die internationale Anteilnahme und Hilfsangebote, verzichtete jedoch auf internationale Hilfe, da Iran die Situation vorläufig im Griff habe. Die Weltgesundheitsorganisation ließ Erste-Hilfe-Ausrüstung und medizinische Hilfsgüter nach Iran fliegen um die Versorgung der Verletzten zu unterstützen und sandte von seiner irakischen Niederlassung ein Ärzteteam und drei Rettungswagen in die irakische Provinz Sulaimaniyya. Auch Pakistan sandte ein Flugzeug mit Hilfsgütern nach Teheran.